# Dąbrowa Duża (voïvodie de Mazovie)
Pour les articles homonymes, voir Dąbrowa Duża.
Dąbrowa Duża (prononciation : [dɔmˈbrɔva ˈduʐa]) est un village polonais de la gmina de Chynów dans le powiat de Grójec de la voïvodie de Mazovie dans le centre-est de la Pologne.

## Histoire
De 1975 à 1998, le village appartenait administrativement à la voïvodie de Radom.